# Labalme
Labalme är en kommun i departementet Ain i regionen Auvergne-Rhône-Alpes i östra Frankrike. Kommunen ligger  i kantonen Poncin som ligger i arrondissementet Nantua. Kommunens areal är 8,8 km². År 2022 hade Labalme 207 invånare.

## Befolkningsutveckling
Antalet invånare i kommunen Labalme
Referens: INSEE